# Botkyrkamonumentet

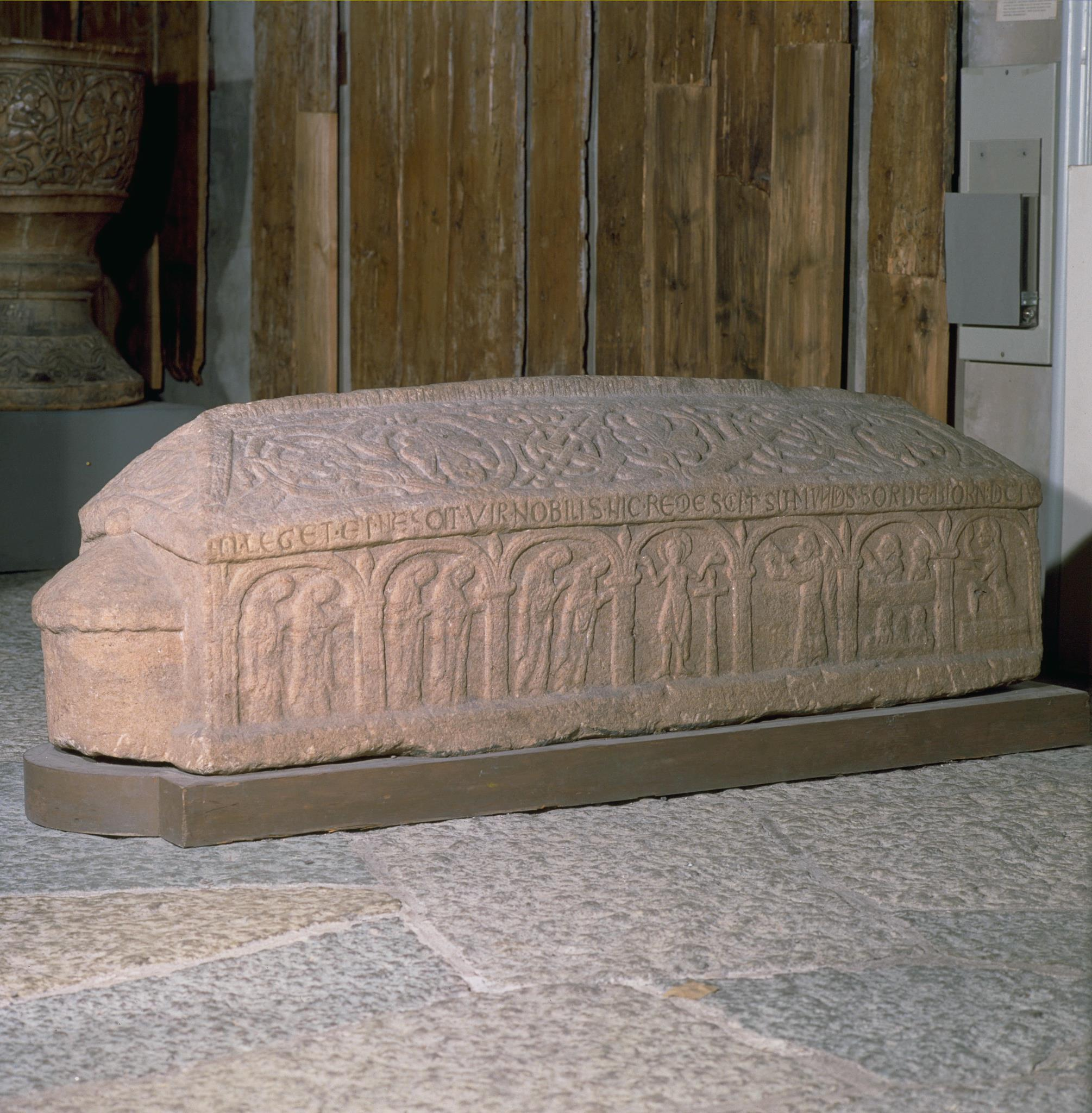
Botkyrkamonumentet på Historiska museet.

Botkyrkamonumentet (Södermanlands runinskrifter 286) är en gravvård över Sankt Botvids bror Björn, som år 1129 lät uppföra föregångaren till nuvarande Botkyrka kyrka i Botkyrka kommun. Monumentet är en runsten från mitten av 1100-talet, som liknar långskeppet för en stenkyrka.  Gården Hammarby, där Sankt Botvid enligt legenden växte upp, omnämns i stenens runskrift. En kopia av stenen står utanför Botkyrka kyrka medan originalet finns på Historiska museet i Stockholm. Ytterligare en kopia i gips finns på Victoria and Albert Museum i London.
Vid kyrkan återfinns förutom Botkyrkamonumentet även runstenarna Sö 283, Sö 284 och Sö 285. Runstenen Sö 282 fanns tidigare vid kyrkan, men är nu förkommen.

## Monumentet
Botkyrkamonumentet stod ursprungligen över en grav på kyrkogården i Botkyrka, och formen är en medeltida romansk kyrkobyggnad med en absidliknande utbuktning vid ena kortsidan. Monumentet får antas ursprungligen stått omedelbart söder om kyrkans sydmur. Absiden måste därmed ha hamnat i väster och över den dödes huvud.
Stenen liknar även ett relikskrin med ett svagt välvt lock. Möjligtvis stod Botvids förkomna relikskrin som förebild till Björns gravsten. Det rör sig om ett massivt stenblock i rödaktigt sandsten, med måtten 172 centimeter lång, 55 centimeter hög och 50 centimeter bred. Sidorna och taket är rikt dekorerade med slingor, bladornament, djur, människor och har text både på runalfabetet och på latin (Sö 286).
Figurer är skulpterade i relief som verkar föreställa Kristus och även en scen där Björn, stiger upp ur graven tillsammans med en ängel som blåser i basun. Det är sannolikt första gången man i Skandinavien möter bladornament och figurer inskrivna i upprullade  grenverk. Stenen är genom sin särart och höga konstnärliga nivå unik i Mälardalen.

## Originalstenen
|  |  |  |
|  |  |  |

## Inskrifter
Inskriptionerna som löper längs takkanten (på latin) respektive längs takkammen (på runskrift) är numera svaga och delvis skadade, speciellt runskriften. Genom teckningar som gjordes 1624 av Johannes Bureus och 1721 av Johan Fredrik Peringskiöld kan texten tydas med stor säkerhet.

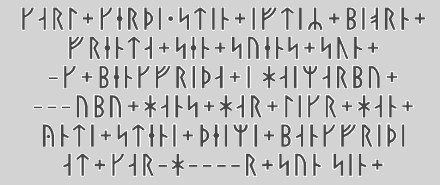
Stenens runskrift.

Runskriften lyder i translitterering:
[k]ar[l +] (k)[æ](r)(þ)(i) ÷ stin + i(f)[(t)]iR + biorn + fren[t]a + sæn + su[en]s + sun + -k + [be](n)k(f)ri[þa +] i ha[im]a[rbu] + ---(u)bu (+) hans + ha(r) + [lik](r) [+] han + yn(t)i + s[t]eni + þei[m]i + bank(f)riþi a[t] (+) [k]a(r)-h----[r + su]n sin +
Normaliserat till runsvenska:
Karl gærði stæin æftiR Biorn, frænda sinn, Svæins sun [o]k BænkfriðaR i Hamarby, ... hans. Her liggR hann undir stæini þæima. Bænkfriðr at ... sun sinn.
Översatt till nusvenska:
"Karl gjorde stenen efter Björn, sin frände, Svens och Bänkfrids son i Hammarby, hans ... Här ligger han under denna sten. Bänkfrid ... sin son"
Den latinska inskriften lyder:
+ QI * LEGET * ET * NESCIT * VIR * NOBILIS * HIC * REQIESCIT *÷* SIT MVNDVS * SORDE * BIORN : DICTV XPE PRE[C]OR TE ÷
På normaliserat latin:
Qui leget et nescit, vir nobilis hic requiescit. Sit mundus sorde Bjôrn, dictu Kristus, precor te.
Översatt till svenska:
"Den som läser och är okunnig (må veta att) en ädel man vilar här. Jag beder dig, Kristus, att du må säga: Han, Björn, må vara ren från (syndens) orenhet"

## Detaljer

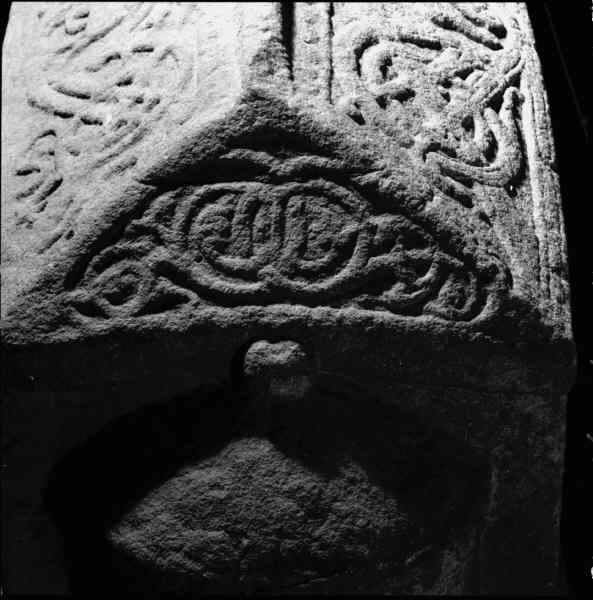
Taket, kortsida
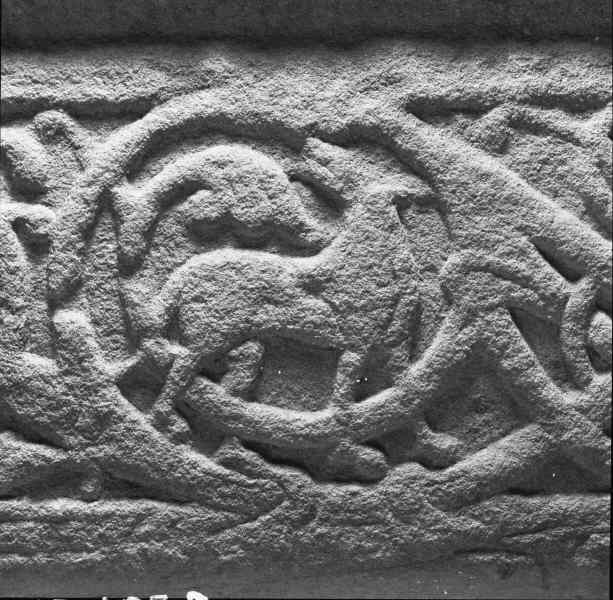
Taket, långsida
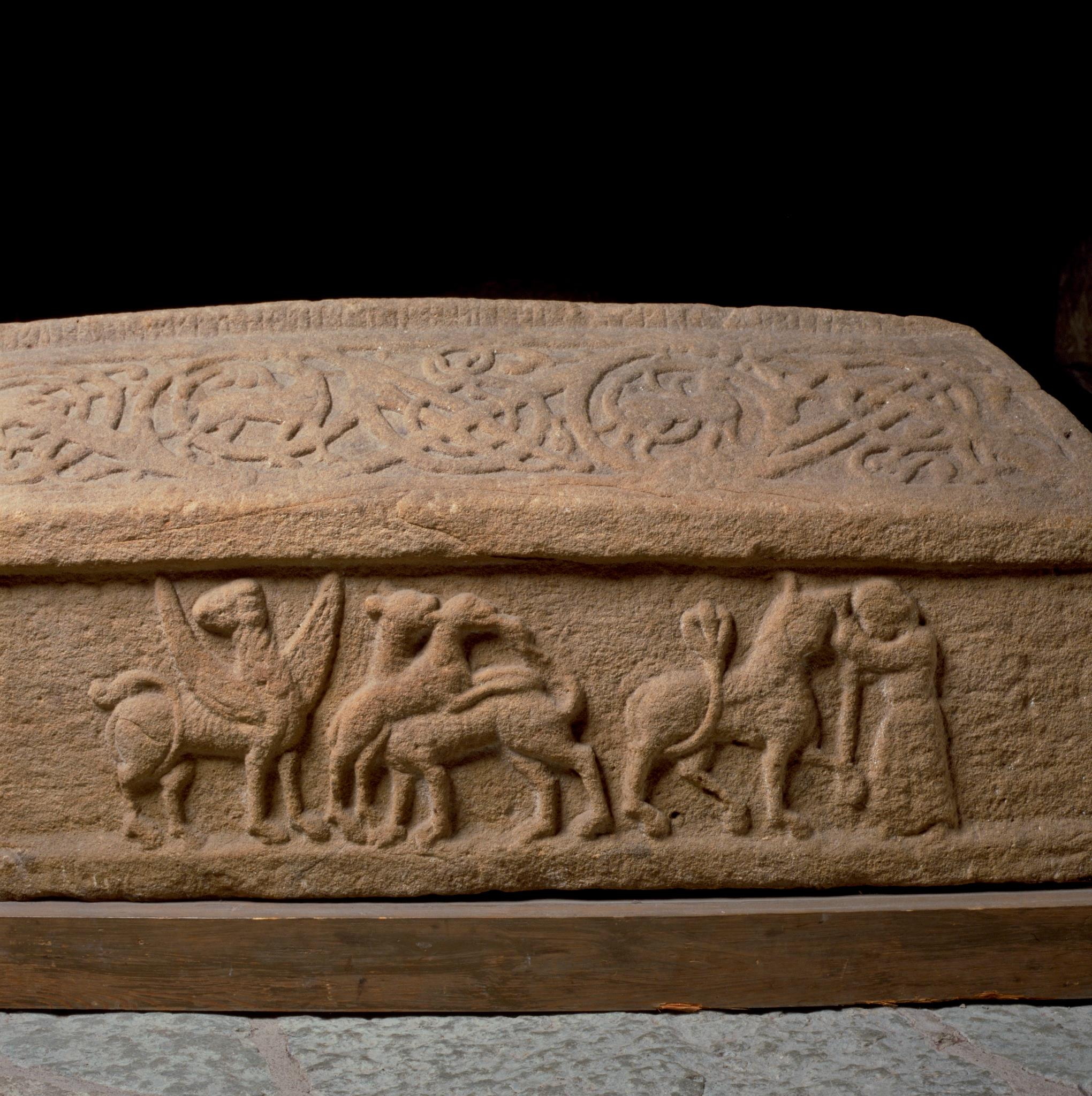
Långsida, djurfrisen
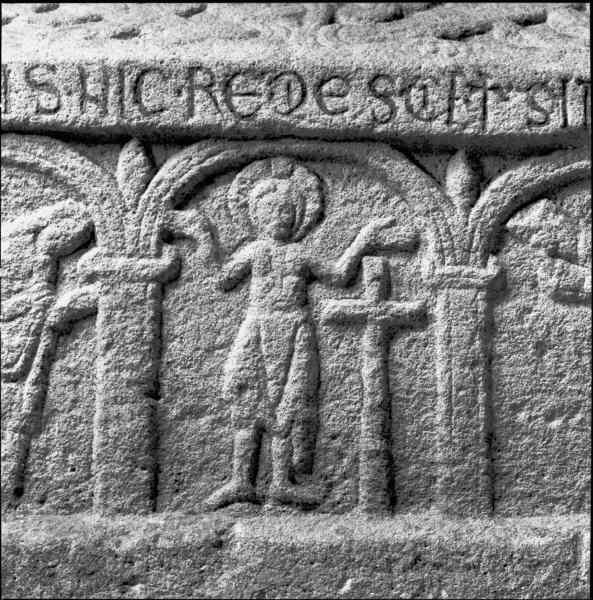
Långsida, ytterstadomsfrisen

## Stenens konstnär

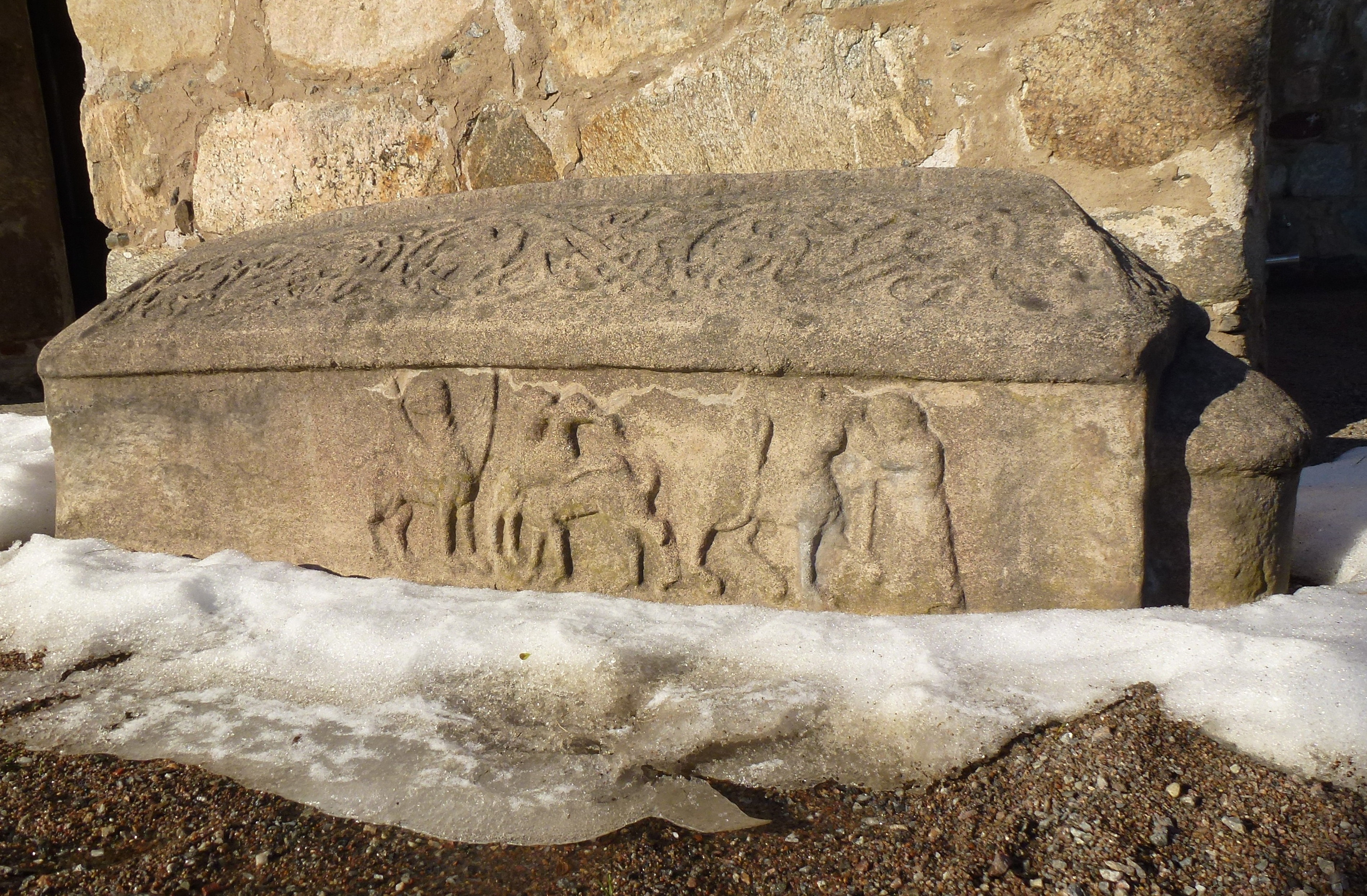
Botkyrkamonumentet, kopian utanför Botkyrka kyrka, mars 2013.

Mästaren som skapade stenen omnämns i runtexten: Karl gjorde stenen efter Björn… Denne Karl har ansetts ha fått sin skolning utomlands, troligen i England eller i Lund eller möjligen på Gotland. Karl var tydligen en berest konstnär, som kom till Botkyrka för att hugga minnesvården över Björn, någon gång under 1100-talet.
Äldre forskare har ofta pekat på utomskandinaviska influenser, såsom bysantinska stildrag. Nyare forskning ser inhemska förebilder och vissa likheter mellan Botkyrkamonumentet och det samtida Broddetorpsantemensalet från Broddetorps kyrka i Västergötland. Enligt Ulf Boëthius, professor emeritus i litteraturvetenskap vid Stockholms universitet torde det vara uteslutet att stenmäster Karl inte kände till detta förgyllda konstverk eller deras förlagor. Snarare har han med ledning av det skapat en egen mer detaljrik ornamentik, som passat gravmonumentets  format.
Vissa likheter i slingorna med djurmotiv finns även mellan Botkyrkastenen och en dopfunt från Sigtuna från 1100-talets mitt som finns bevarat i delar. Det är möjligt att stenmästaren Karl och Sigtunafuntens mästare verkade inom samma verkstad. Ett belägg för detta är att båda konstnärerna använt grovkornig och svagt rödaktig sandsten. Samma typ av sandsten och slingor förekommer även i ett dopfuntsfragment från Flasta kyrkoruin i Uppland.